# Social Democratic and Labour Party
The Social Democratic and Labour Party (SDLP) (Iers: Páirtí Sóisialta Daonlathach an Lucht Oibre) is een van de twee grootste nationalistische politieke partijen in Noord-Ierland.
De partij is opgericht in het begin van de jaren 70.